# Vancouver (мини-альбом)
| Оценки критиков      | Оценки критиков |
| Источник             | Оценка          |
| -------------------- | --------------- |
| Under the gun review | [ 3 ]           |

Vancouver — мини-альбом (EP), выпущенный группой La Dispute 14 апреля 2006 года под лейблом Friction Records. Этот альбом стал дебютом группы с момента их образования в 2004 году.

## Список композиций
| №                   | Название                           | Длительность |
| ------------------- | ---------------------------------- | ------------ |
| 1.                  | «Future Wars»                      | 2:57         |
| 2.                  | «A Word of Welcome and Warning»    | 2:30         |
| 3.                  | «See You in Vancouver»             | 4:09         |
| 4.                  | «To Withstand the Force of Storms» | 4:34         |
| 5.                  | «He Is Here, He Is Not Afraid»     | 4:50         |
| 6.                  | «The Surgeon and the Scientist»    | 4:27         |
| 7.                  | «Fairmount»                        | 5:12         |
| 8.                  | «Untitled»                         | 1:41         |
| Общая длительность: | Общая длительность:                | 30:20        |

## Участники записи
La Dispute
- Джордан Дрейер — Вокал, текст
- Бред Вандер Ладжт — Ударная установка, клавишные перкуссия
- Дерек Стеринбург — Гитара
- Кевин Уайттемор — Гитара
- Адам Весс — бас-гитара, дополнительная гитара

Дополнительный персонал
- Питер Дегро — продюсер[1]